# رود آمازون

مناطق مرتفع مسیر رودخانهٔ آمازون

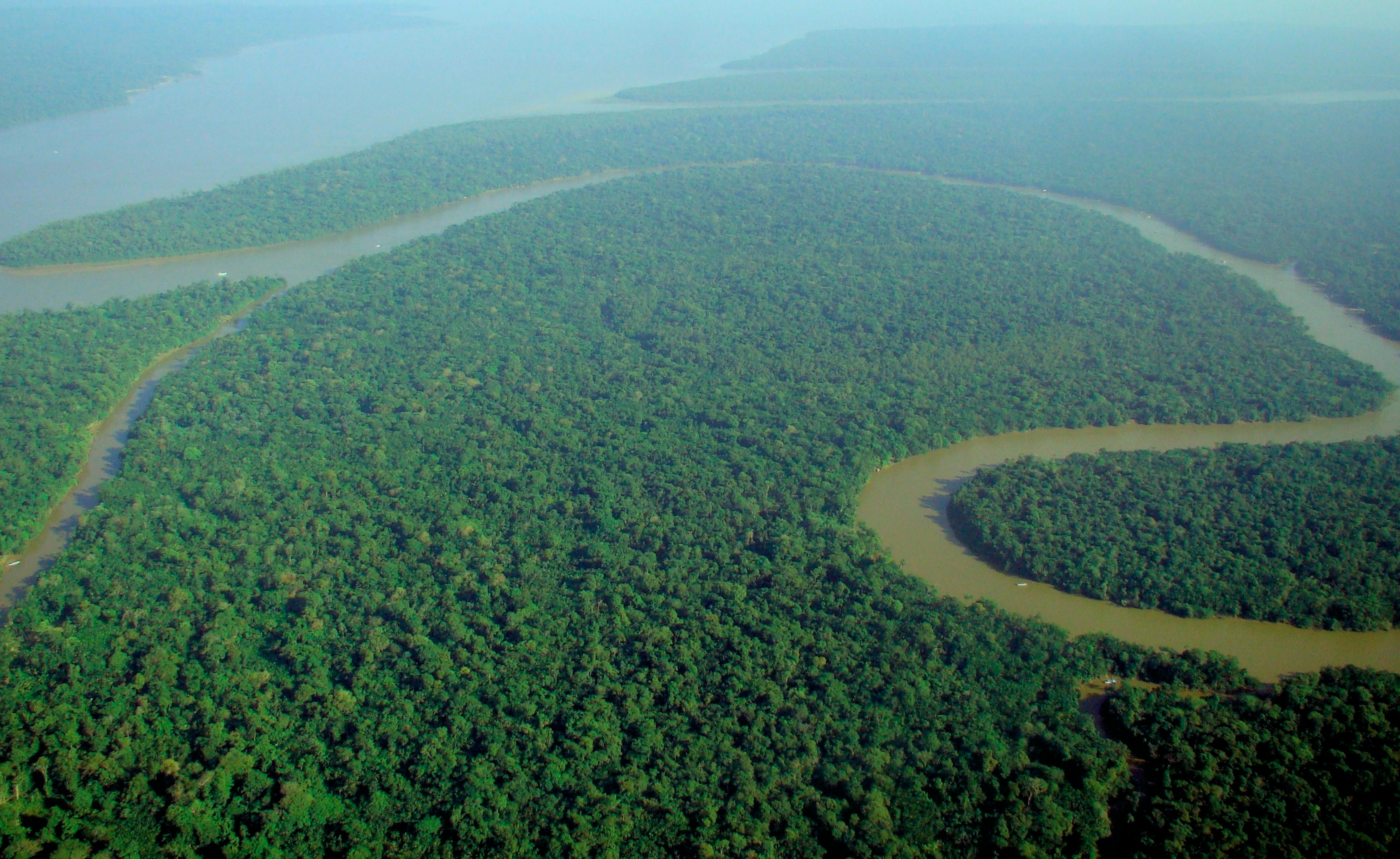
نقشه مسیر رودخانهٔ آمازون

رود آمازون (به پرتغالی: Rio Amazonas) پرآب‌ترین رود دنیاست که در آمریکای جنوبی جریان دارد. رود آمازون از بهم پیوستن دو رود اوکایالی و مارانیون به‌وجود می‌آید که هردو از رشته‌کوه آند سرچشمه می‌گیرند و از کشورهای پرو، کلمبیا و برزیل گذشته و به اقیانوس اطلس می‌ریزد، این رود در بزرگ‌ترین جنگل بارانی جهان، یعنی جنگل آمازون قرار دارد. در طی مسیر در حدود ۲۰۰ رود دیگر به رود آمازون می‌ریزند و آب این رودخانه در هنگام ریختن به دریا بیشتر از مجموع آب ده رودخانه پرآب بعدی دنیا است. این رود شاخه‌های زیادی دارد که بخشی از آن به دریا ریخته و نیز حدوداً دو درصد از آب شیرین این رود به اقیانوس می‌ریزد. بستر این رود بسیار عریض و طویل است و از نظر درازا بعد از رود نیل طولانی‌ترین رود جهان است و ۶۵۷۵ کیلومتر درازا دارد. حوضه آمازون دارای عنوان بزرگ‌ترین حوضه آبریز دنیا با مساحت ۷٬۰۵۰٬۰۰۰ کیلومتر مربع (۲٬۷۲۰٬۰۰۰ مایل مربع) می‌باشد و همچنین، دارای قسمت‌هایی با ژرفای تا ۱۰۰ متر در مسیر خود هست. بیشینه عرض رود آمازون به ۱۴ کیلومتر هم می‌رسد.

منطقه‌ای که رود آمازون از آن می‌گذرد در سراسر سال بسیار گرم و مرطوب است. جنگل‌های انبوه صدها کیلومتر اطراف آمازون را فرا گرفته و تا لب رودخانه پیش رفته‌اند. سه شهر مهمی که در کنار آمازون قرار گرفته‌است هر یک در حدود ۱۶۰۰ کیلومتر از دیگری فاصله دارد. سایر آبادی‌ها بیشتر روستاهای کوچک هستند. مسافرت بین شهرها و روستاها بیشتر به وسیله کشتی انجام می‌گیرد. از میان آن جنگل‌های انبوه راه عبور معمولاً کم‌تعداد و محدود است. آب گل‌آلود آمازون را هنگامی که به اقیانوس می‌ریزد از فاصله بسیار دور در دریا می‌توان دید.
تن‌پوش بومیانی که در دره رود آمازون نزدیک خط استوا زندگی می‌کنند اندک است. بیشتر غذای آنها چیزهای است که از جنگل‌های بارانی و انبوه جمع‌آوری می‌کنند. خانه‌های آنها سبک و هواگیر است.

## نام
نام رودخانه آمازون (و مشتق از آن، نام جنگل آمازون) را کاشف اسپانیایی، فرانسیسکو ده اوریانا بر این رود گذاشت. او در آن زمان با جنگجویان زن از قبیله تاپویاس برخورد کرد و آنان او را به یاد قبیله‌ای از زنان رزمنده به نام آمازون‌ها انداخت که در اساطیر و تواریخ یونانی از آن‌ها نام برده شده‌است. آمازون‌ها در اصل گروهی از سکاهای ایرانی‌تبار آسیای میانه بودند که در بین آن‌ها زنان به همراه مردان می‌جنگیدند. واژه آمازون از زبان سکایی‌ها آمده و واژه‌ای است ایرانی به شکل «همه‌زن» در معنی «با هم جنگیدن، هم‌رزمی».

## سرچشمه و مسیر
سرچشمه رود آمپوریماک در نوادو میسمی نزدیک به یک قرن به عنوان دوردست‌ترین منبع آمازون در نظر گرفته می‌شد. تا زمانی که یک مطالعه جامع در تاریخ ۲۰۱۴ میلادی نشان داد که سرچشمه‌های کوردیلا رومی کروز و رودخانه مانتارو در پرو منبع آمازون می‌باشند.دو رود مانتارو و آپوریمک به همراه شاخه‌های دیگر از رودخانه اوکایالی که به نوبه خود با رود مارانیون، از رودهای بالادستی ایکیتوس در پرو ترکیب شده و در کشور برزیل جریان عمده از آمازون را تشکیل می‌دهند. برزیلی‌ها این بخش را رودخانه سولیموئز می‌نامند که در قسمت بالادستی با رودخانه ریو نگرو تلاقی پیدا می‌کند.
در برخی از قسمت‌ها، رود آمازون چنان پهناور است که از یک کرانهٔ آن، کرانه دیگر را نمی‌توان دید. ریزشگاه رود آمازون در حدود ۲۴۰ کیلومتر پهنا و در حدود ۶۰ متر عمق دارد. آمازون با همه پهناوری، رودی است تنبل و کندرو. پس از آن که رشته کوه آند را ترک می‌کند، در سرزمین‌های همواری که از سطح دریا چندان ارتفاعی ندارند جریان می‌یابد و در آخرین قسمت راه که تا دریا ۱۶۰۰ کیلومتر می‌شود، فقط در حدود ۴۰ متر از ارتفاع آن کم می‌شود.
در طول سدهٔ گذشته رودخانه‌های آمازون و نیل برای اثبات طویلترین بودن همواره با یکدیگر در رقابت بوده‌اند. طول واقعی این رودخانه‌ها همواره در معرض تغییر و تحول بوده و هرگز متخصصان نتوانسته‌اند مقدار واقعی آن را اندازه‌گیری کنند. آمارها نشان داده که رود نیل در آفریقا به شکل متغیر بین ۶۶۹۵ هزار کیلومتر درازا دارد. اما جدا از این مسئله در خصوص مقدار آب موجود، هیچ شکی نیست که آمازون پرآب تر است.
در فصل خشکی و کم‌آبی، پهنای رود آمازون به حدود ۱۱٫۶ کیلومتر می‌رسد. این منطقه از آمریکای جنوبی توسط بستر اصلی رودخانه و البته انشعابات فرعی آن که گاه به سه برابر خود رودخانه می‌رسد محاصره می‌شود. به‌طور متوسط در فصل کم‌آبی زمین‌ها به مساحت ۱۱۱٬۰۰۰ کیلومتر مربع از آب پوشیده می‌شود و در فصول بارانی، حوضه رودخانه حتی تا ۳۵۰٬۰۰۰ کیلومتر مربع هم می‌رسد. با اینکه رود آمازون بعد از نیل طولانی‌ترین رود جهان است و ۶۵۷۵ کیلومتر درازا دارد ولی هیچ پلی روی آن وجود ندارد.

## حوضه آبخیز

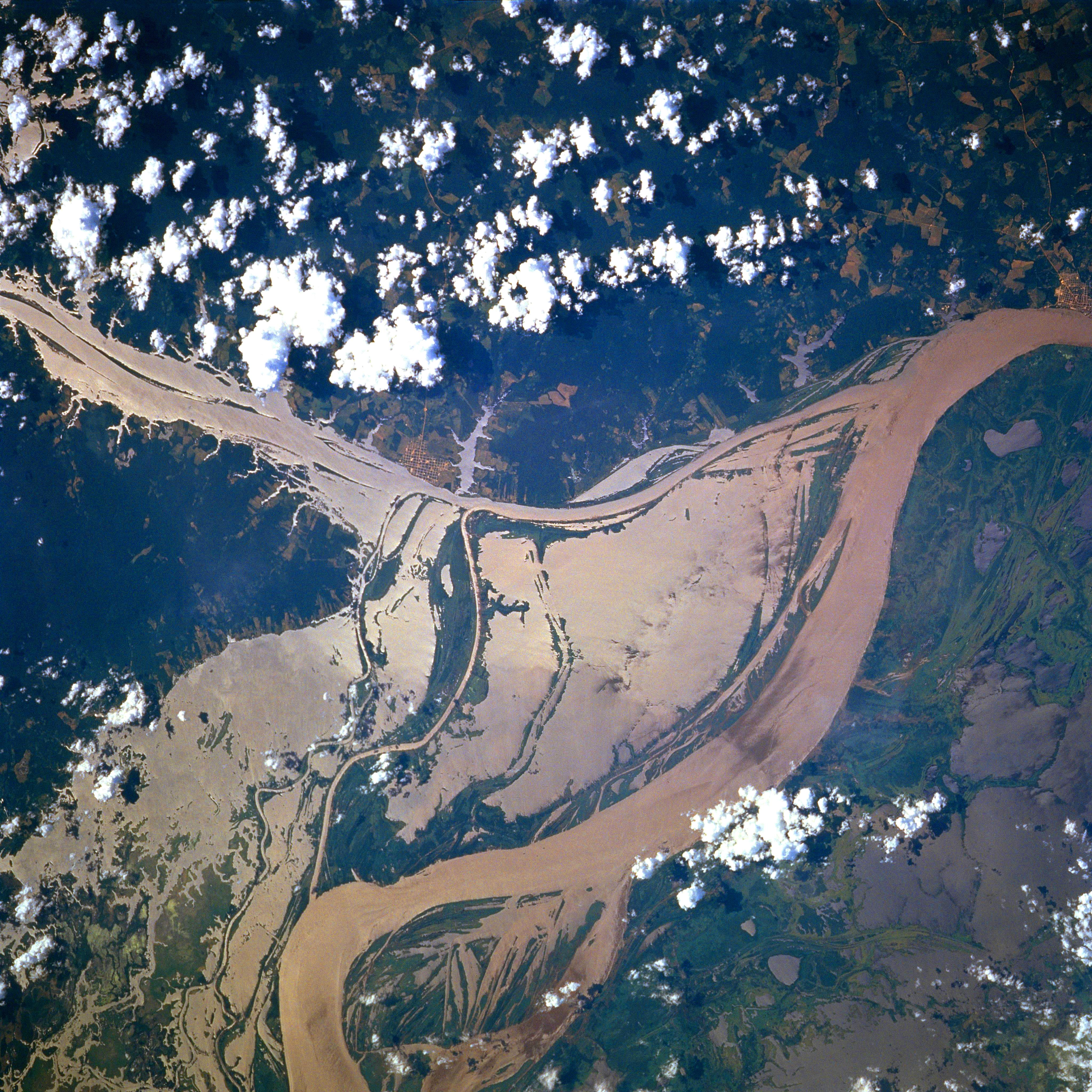
نگارهٔ از ماهواره‌ای ناسا از بخش سیل‌زدهٔ رودخانه

رودخانه اصلی برای کشتی‌های بخار اقیانوس‌پیمای بزرگ تا مانائوس، ۱۵۰۰ کیلومتر (۹۳۰ مایل) از دهانه رودخانه قابل کشتی‌رانی است. کشتی‌های اقیانوسی کوچک‌تر با وزن کمتر از ۹۰۰۰ تن و با آبخور) کمتر از ۵٫۵ متر (۱۸ فوت) می‌توانند به ایکیتوس، پرو، به فاصلهٔ ۳۶۰۰ کیلومتری (۲۲۰۰ مایلی) از دریا برسند. قایق‌های رودخانه‌ای کوچک‌تر می‌توانند به ۷۸۰ کیلومتر (۴۸۰ مایل) بالاتر، تا نقطه خط کنترل واقعی برسند. فراتر از آن، قایق‌های کوچک اغلب به Pongo de Manseriche، درست بالای نقطهٔ خط کنترل در پرو پیشروی می‌کنند.

### سیل‌گیری و طغیان
همهٔ شاخه‌های آمازون در یک زمان از سال سیل‌گیر نمی‌شوند. بسیاری از شاخه‌ها در ماه نوامبر شروع به طغیان می‌کنند و ممکن است تا ژوئن نیز به افزایش سطح خود ادامه دهند. ظهور ریو نگرو در فوریه یا مارس شروع می‌شود و در ژوئن شروع به کاهش می‌کند. رودخانه مادیرا دو ماه زودتر از بقیهٔ رودخانه‌های آمازون بالا و پایین می‌آید.

## نگارخانه

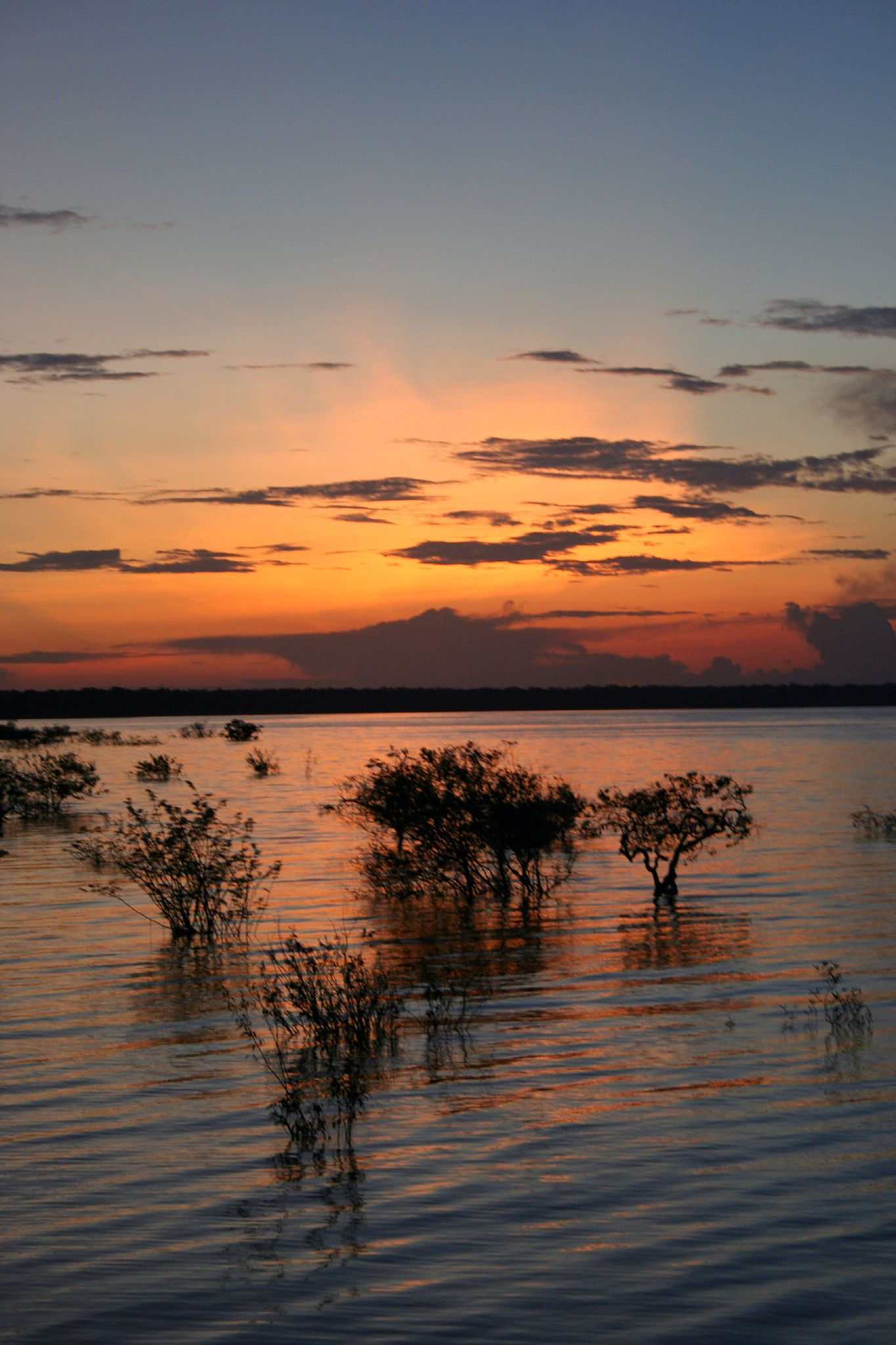
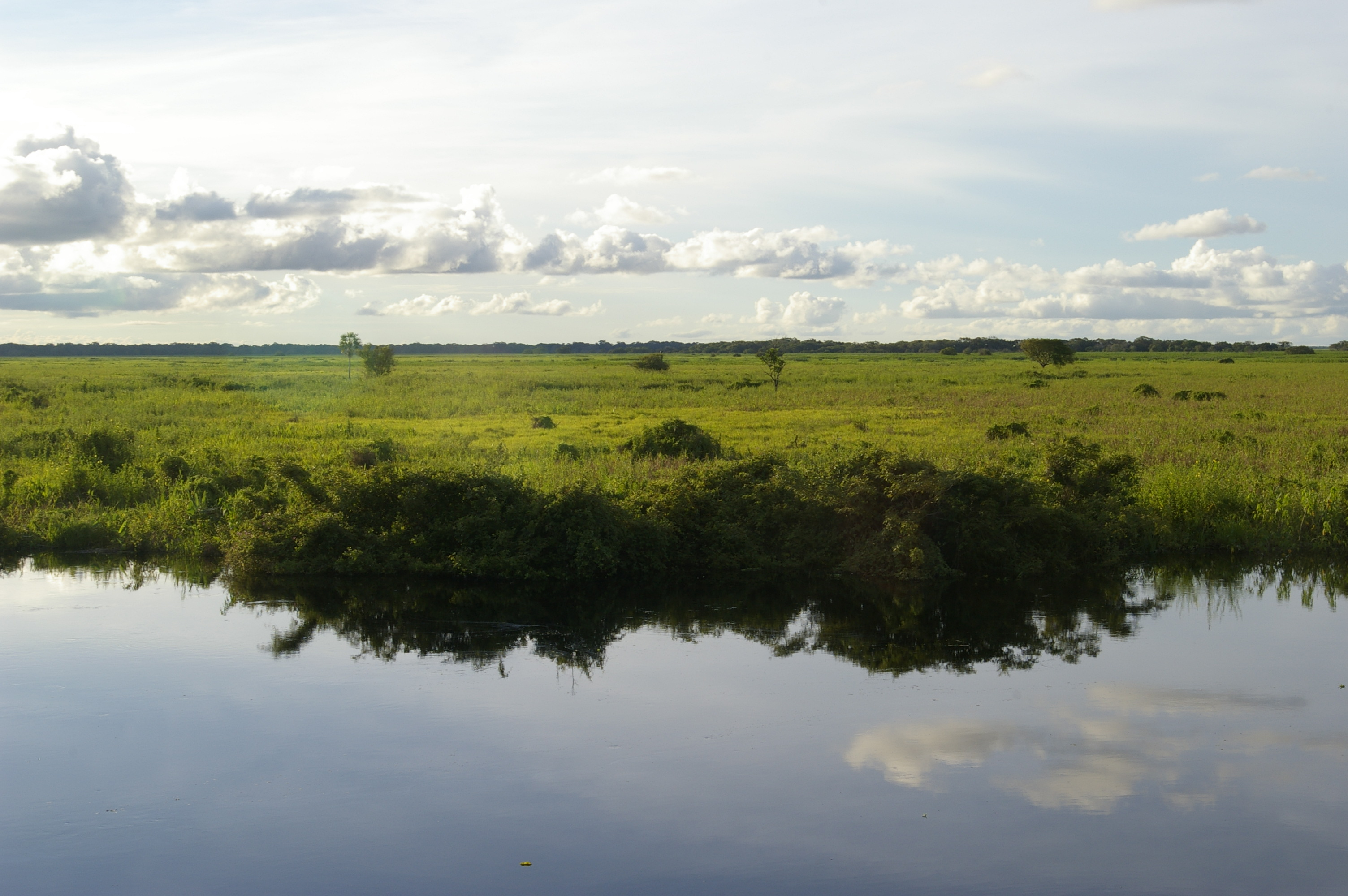
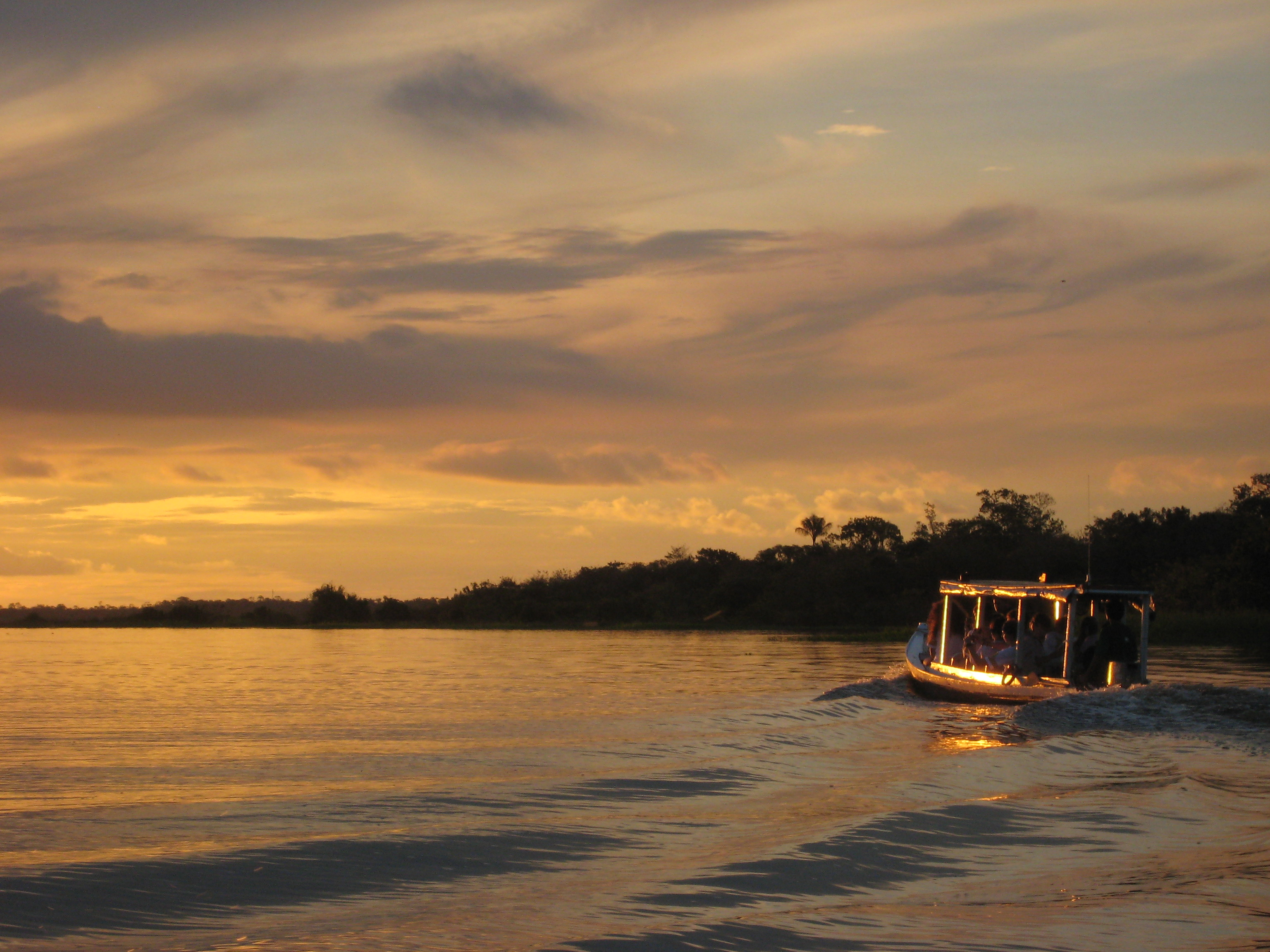
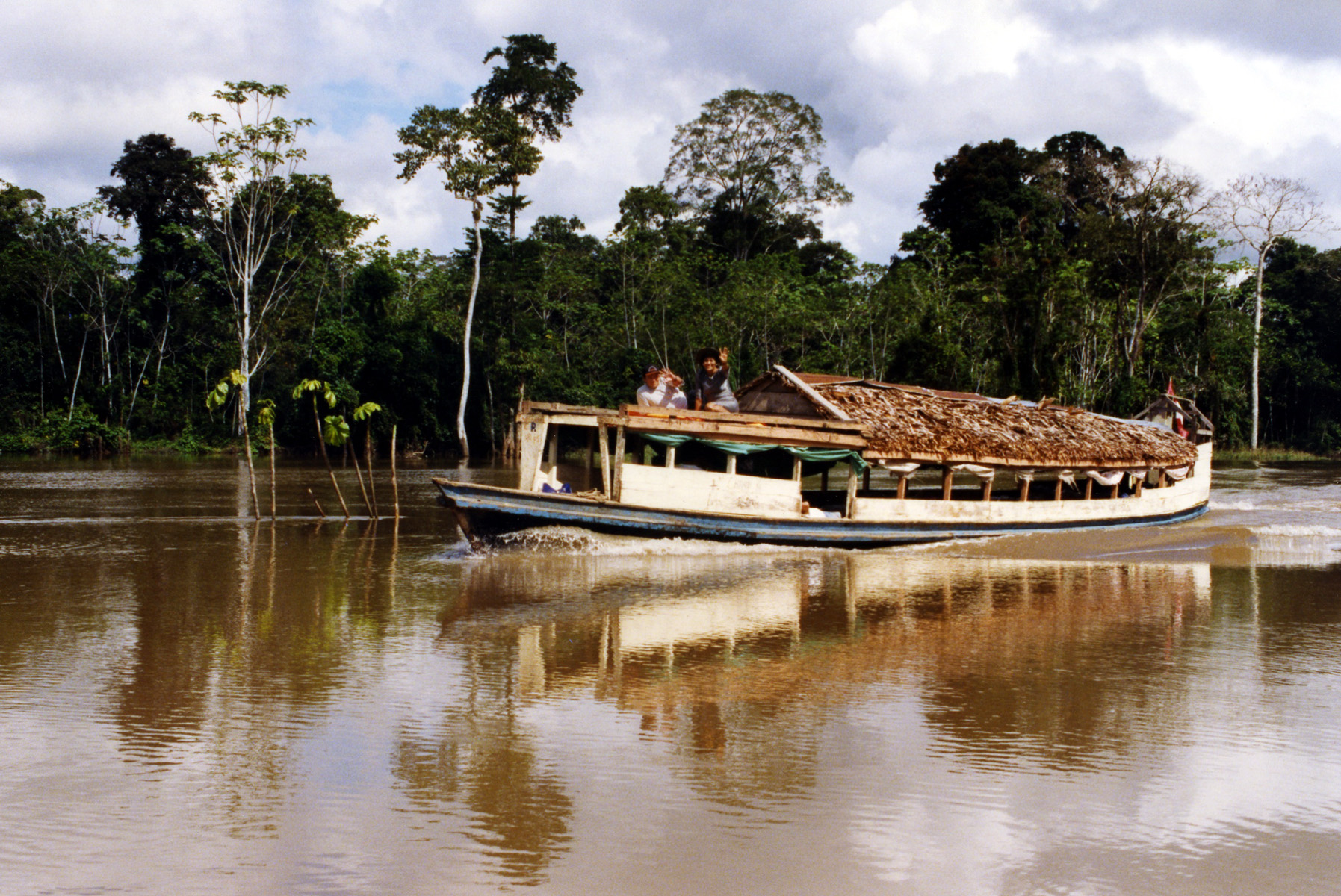
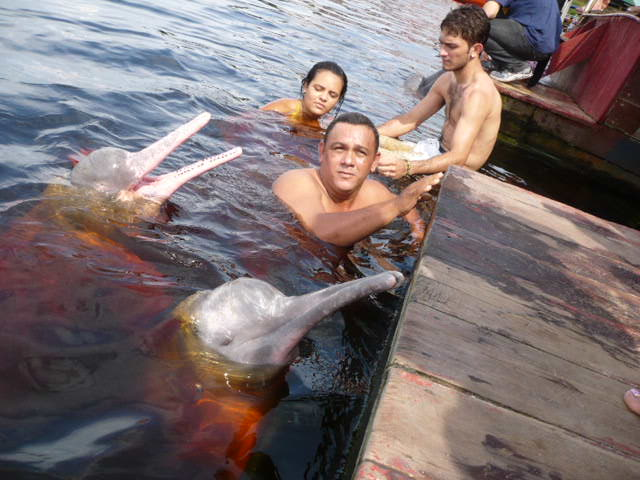
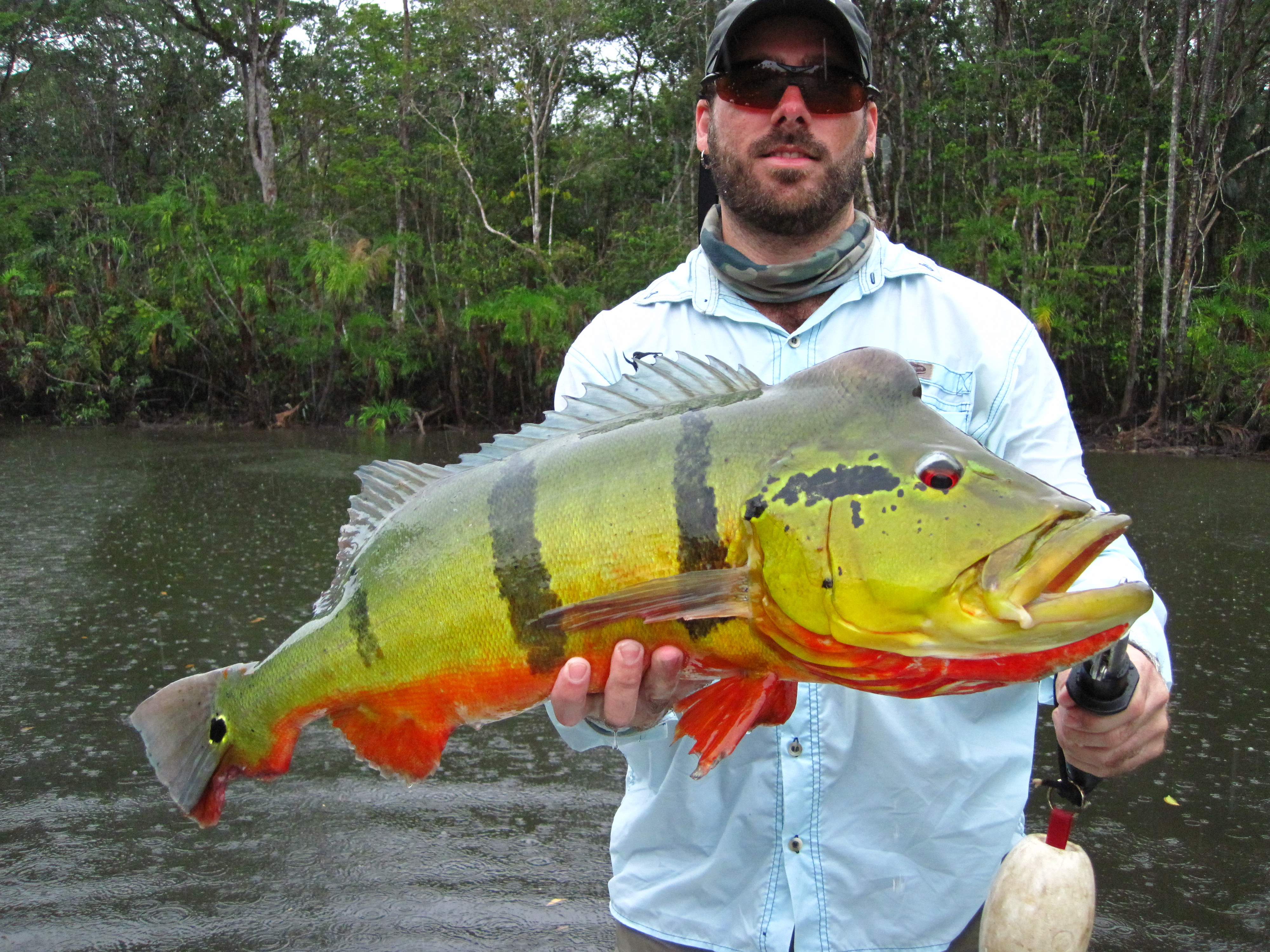
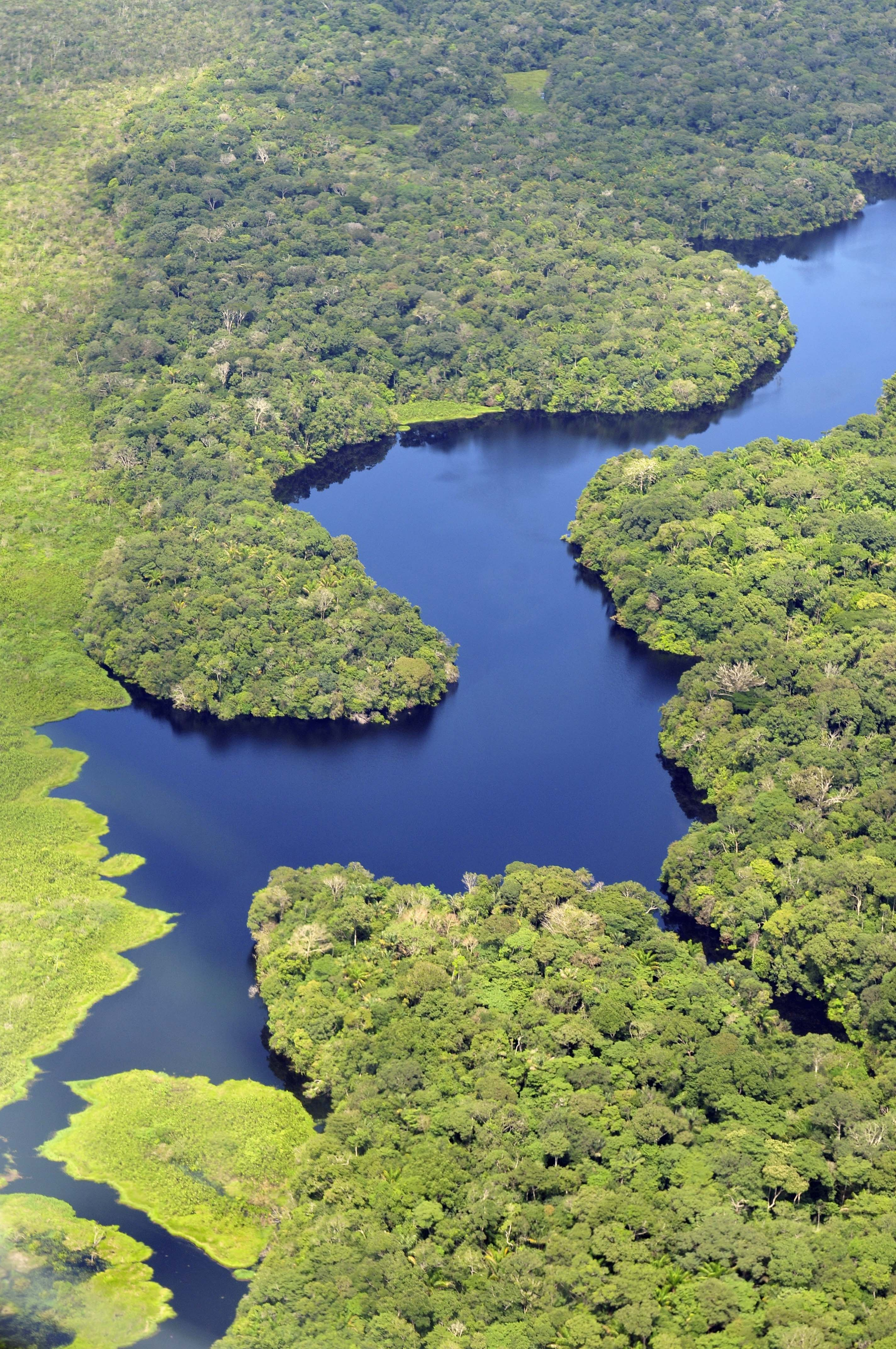
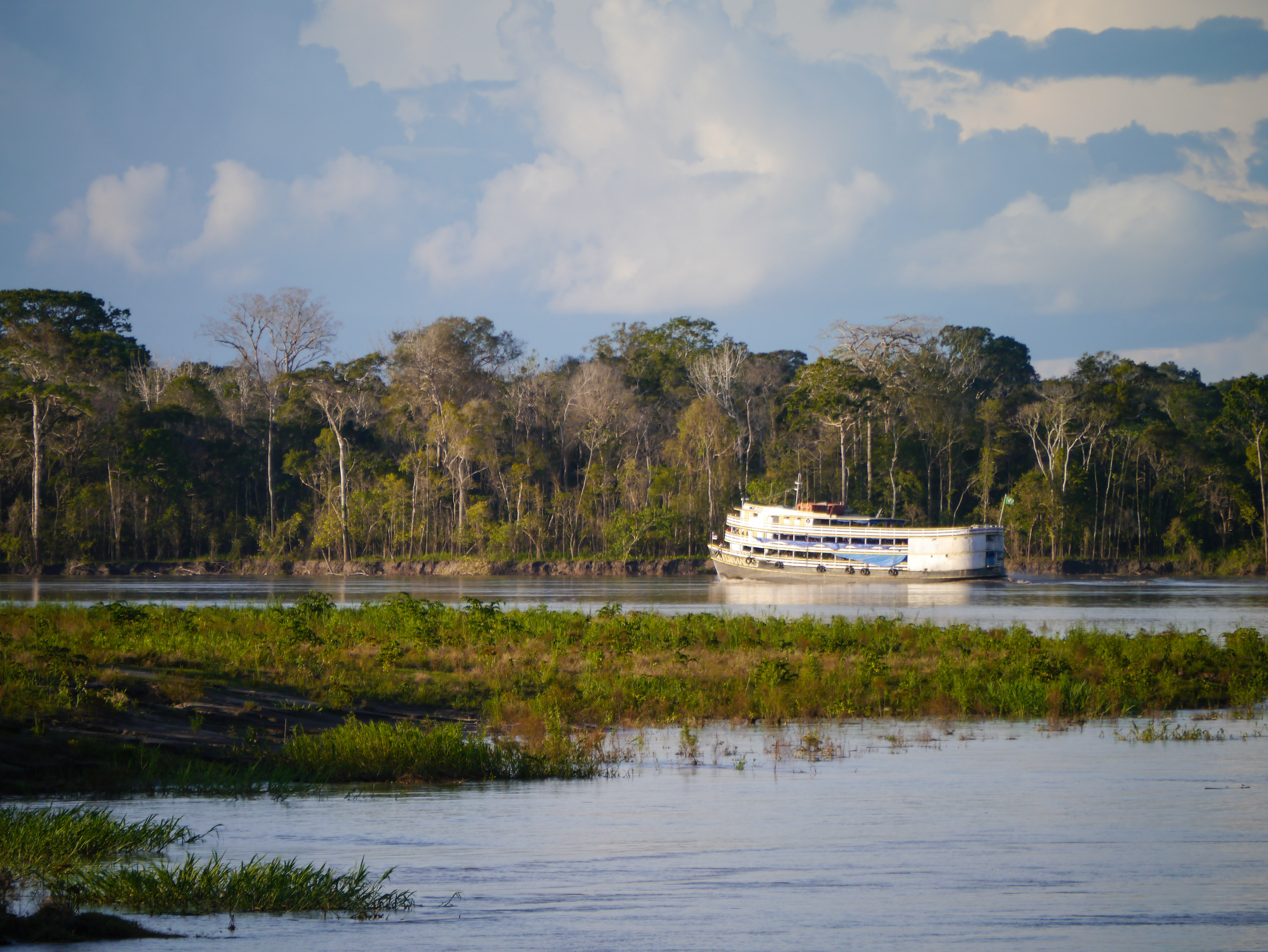
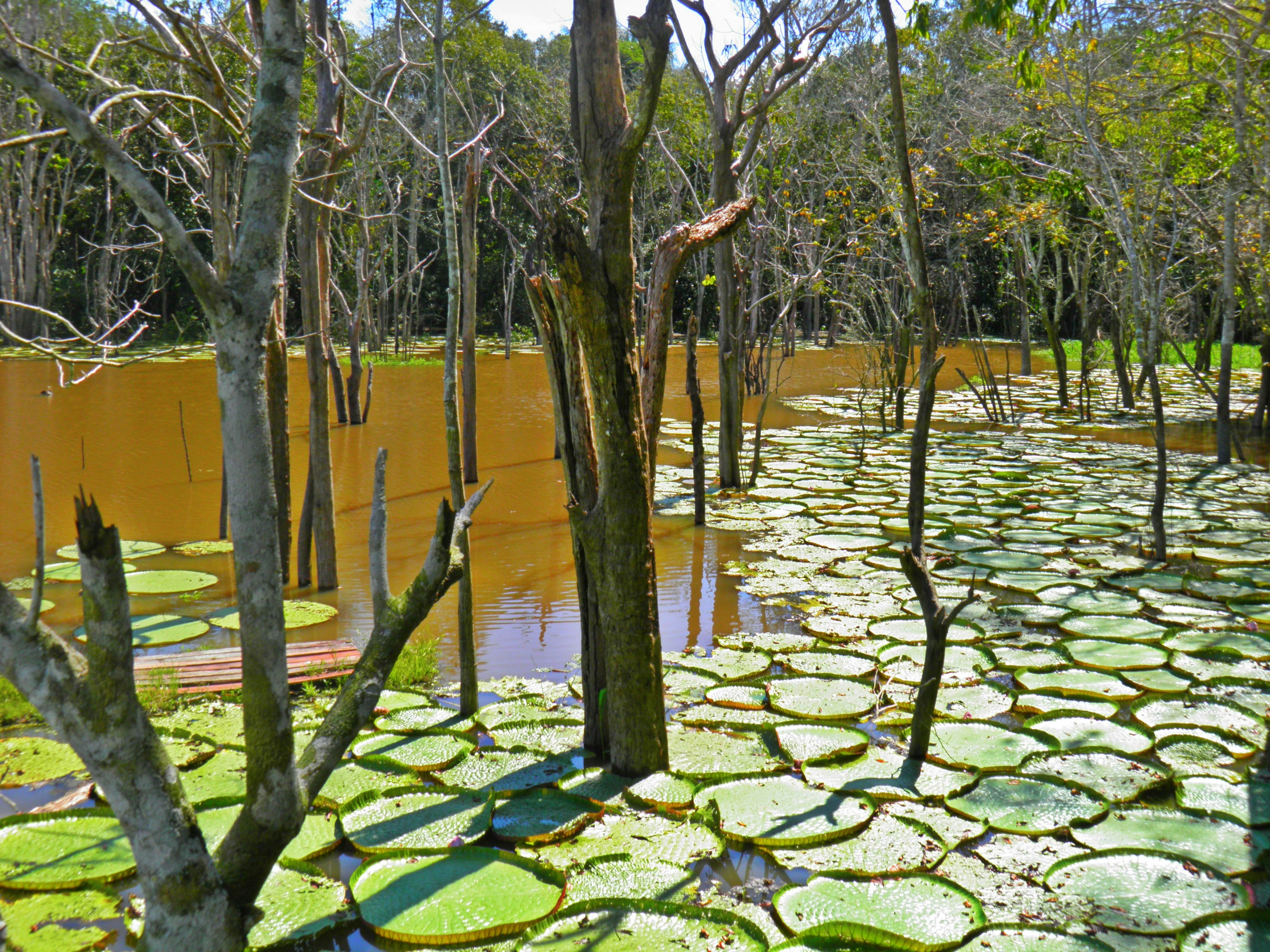
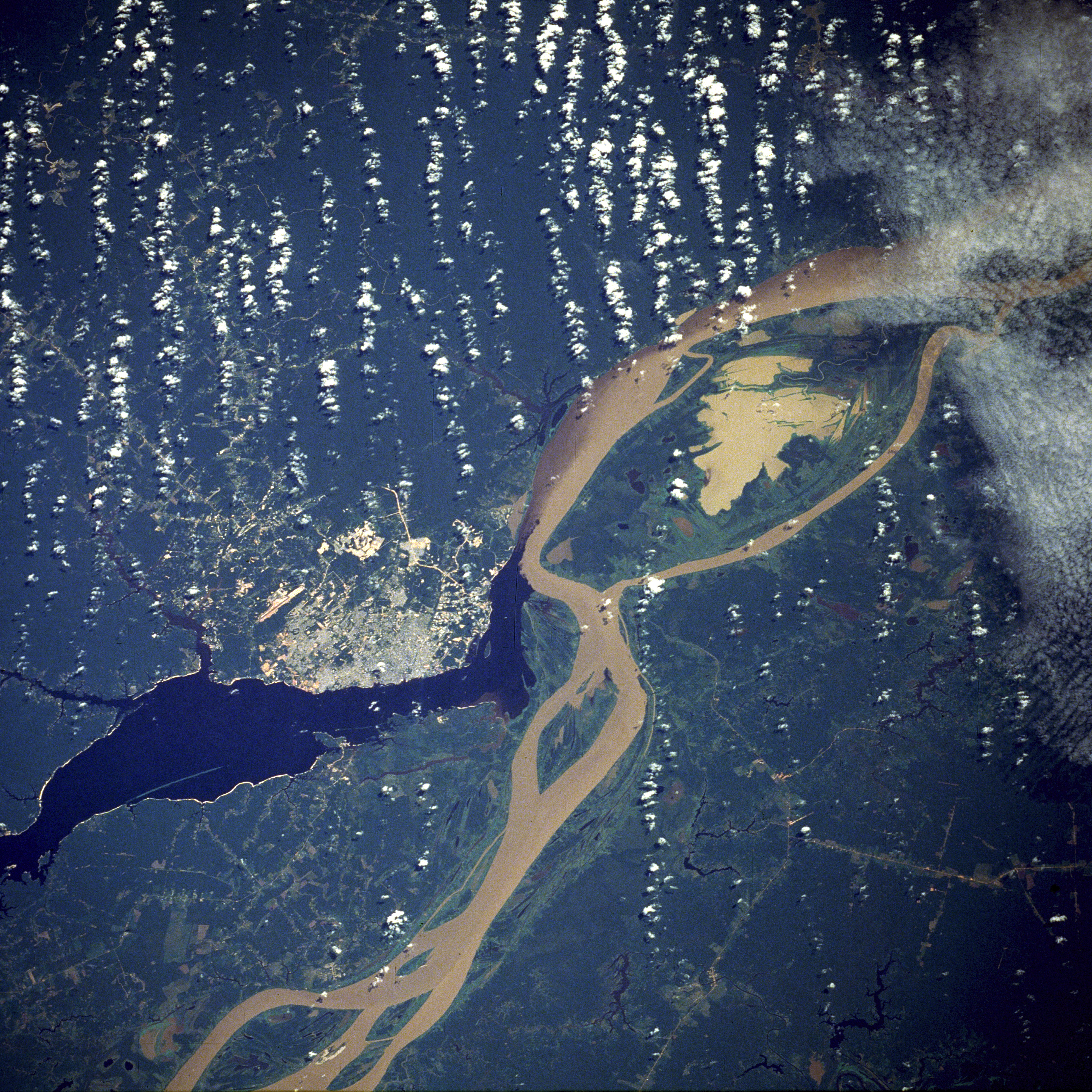

### فهرست جریان‌ها به آمازون
| رتبه | نام       | میانگین خروجی سالیانه (m^3/s) | % آمازون |
| ---- | --------- | ----------------------------- | -------- |
| ۱    | مادیرا    | ۳۱٬۲۰۰                        | ۱۵٪      |
| ۲    | نگرو      | ۲۸٬۴۰۰                        | ۱۴٪      |
| ۳    | جپورا     | ۱۸٬۶۲۰                        | ۹٪       |
| ۴    | مارانون   | ۱۶٬۷۰۸                        | ۸٪       |
| ۵    | تاپاجوس   | ۱۳٬۵۴۰                        | ۶٪       |
| ۶    | یوکایالی  | ۱۳٬۵۰۰                        | ۵٪       |
| ۷    | پوروس     | ۱۰٬۹۷۰                        | ۵٪       |
| ۸    | ژینگو     | ۹٬۶۸۰                         | ۵٪       |
| ۹    | پیوتومایو | ۸٬۷۶۰                         | ۴٪       |
| ۱۰   | جوروا     | ۸٬۴۴۰                         | ۴٪       |
| ۱۱   | نپو       | ۶٬۹۷۶                         | ۳٪       |
| ۱۲   | جاواری    | ۴٬۵۴۵                         | ۲٪       |
| ۱۳   | ترومبتاس  | ۳٬۴۳۷                         | ۲٪       |
| ۱۴   | جوتای     | ۳٬۴۲۵                         | ۲٪       |
| ۱۵   | آبا       | ۲٬۹۳۰                         | ۲٪       |
| ۱۶   | یواتوما   | ۲٬۱۹۰                         | ۱٪       |
|      | آمازون    | ۲۰۹٬۰۰۰                       | ۱۰۰٪     |